# Buczyniec (Rychliki)
Buczyniec (deutsch Buchwalde (Dorf)) ist ein Ort in der polnischen Woiwodschaft Ermland-Masuren. Er gehört zur Gmina Rychliki (Landgemeinde Reichenbach) im Powiat Elbląski (Kreis Elbing).

## Geographische Lage
Buczyniec liegt im nördlichen Westen der Woiwodschaft Ermland-Masuren, elf Kilometer südwestlich der früheren Kreisstadt Preußisch Holland (polnisch Pasłęk) bzw. 22 Kilometer südöstlich der jetzigen Kreismetropole Elbląg (deutsch Elbing).

## Geschichte
Das einstige Buchwalde war ein kleines Dorf mit der namensgleichen etwa 1 Kilometer entfernt südöstlich im Wald gelegenen Försterei (Forstgutsbezirk, heute polnisch Buczyniec (Osada leśna)), zu der nach dem Bau des Oberländischen Kanals (polnisch Kanał Elbląski) die ebenfalls namensgleiche 2,5 Kilometer entfernte Geneigte Ebene Nr. 1 (Buchwalde) (heute polnisch Buczyniec in der Gmina Pasłęk) gehörte.
Im Jahre 1874 wurde die Landgemeinde Buchwalde ebenso wie der Gutsbezirk Buchwalde, Forst, in den neu errichteten Amtsbezirk Reichenbach (polnisch Rychliki) aufgenommen, der bis 1945 bestand und zum ostpreußischen Kreis Preußisch Holland im Regierungsbezirk Königsberg gehörte. 147 Einwohner zählte das Dorf Buchwalde im Jahre 1910.
Am 30. September 1928 verlor der Forstgutsbezirk Buchwalde mit dem Wohnplatz Geneigte Ebene Nr. 1 (Buchwalde) seine Eigenständigkeit und wurde in die Landgemeinde Buchwalde eingegliedert. Die Zahl der Einwohner Buchwaldes stieg bis 1933 auf 167 und belief sich 1939 auf 155.
In Kriegsfolge wurde im Jahre 1945 das gesamte südliche Ostpreußen an Polen abgetreten. Das bisherige Dorf Buchwalde erhielt die polnische Namensform „Buczyniec“ und der Gmina Rychliki (Landgemeinde Reichenbach) im Powiat Elbląski (Kreis Elbing) zugeordnet. Die bisherige Försterei Buchwalde wurde ebenso eingegliedert und auch wieder als Buczyniec (Osada leśna) (= „Waldsiedlung“) verselbständigt. Anders verfuhr man mit der Geneigten Ebene Nr. 1 (Buchwalde): auf der Ostseite des Kanals gelegen kam sie als eine Osada (= „Siedlung“) unter dem Namen Buczyniec (auch als „Pochylnia Buczyniec“ bezeichnet) zur Gmina Pasłęk (Stadt-und-Land-Gemeinde Preußisch Holland) im Powiat Elbląski.
Das Dorf Buyzcniec in der Gmina Rychliki zählte im Jahre 2021 68 Einwohner.

## Religion
Das Dorf Buchwalde war bis 1945 in die evangelische Kirche Reichenbach (polnisch Rychliki) in der Kirchenprovinz Ostpreußen der Kirche der Altpreußischen Union eingegliedert, gehörte außerdem zur römisch-katholischen Pfarrei St. Josef in der Stadt Preußisch Holland (Pasłęk).
Heute ist Buczyniec evangelischerseits nach Pasłęk zur dortigen St.-Georgs-Kirche eingepfarrt, die zur Diözese Masuren der Evangelisch-Augsburgischen Kirche in Polen gehört. Seitens der katholischen Kirche ist das Dorf in die Pfarrei in Rychliki im Bistum Elbląg eingegliedert.

## Verkehr
Das Dorf Buczyniec liegt an einer Nebenstraße, die von Rychliki (Reichenbach) an der Woiwodschaftsstraße 527 durch das östlich gelegene Waldgebiet bis nach Lepno (Löpen) an der Woiwodschaftsstraße 526 führt. Eine Bahnanbindung besteht nicht.